# آبکش (دیر)
آبکُش، روستایی است از توابع بخش بردخون در شهرستان دیر استان بوشهر ایران.
روستای آبکش مرکز (دهستان آبکش) می‌باشد.

## جمعیت
این روستا در دهستان آبکش قرار دارد و بر اساس سرشماری سال ۱۳۸۵ آمار رسمی جمعیت روستا ۸۱۹نفر (۱۴۴خانوار) می‌باشد.